# Dodentor
De dodentor ook wel kelderkever of dodenkever (Blaps mortisaga) is een kever uit de familie van de zwartlijven (Tenebrionidae). De "gewone kelderkever" (Blaps mucronata), die iets kleiner blijft, wordt eveneens kelderkever genoemd. Beide soorten zijn nauwelijks van elkaar te onderscheiden.

## Kenmerken
De kelderkever is geheel zwart van kleur, heeft een glanzend en vrij gedrongen lichaam, ovale dekschilden en sprieterige tasters en poten. De lengte is ongeveer 20 tot 30 millimeter. De soort lijkt meer op een loopkever dan op een zwartlijf, deze laatste zijn meestal langwerpig van vorm, hebben kleinere pootjes en zijn niet zo glanzend. De naam dodenkever is afgeleid van het bijgeloof dat de kever de dood zou aankondigen. Dit komt ook voor in de soortaanduiding mortisaga; morti betekent dood en saga betekent vertellen.

## Leefwijze
De kever is nachtactief en verstopt zich overdag in spleten. Bij verstoring wordt een stinkende secretie afgescheiden. Het voedsel bestaat uit plantendelen als rottend hout, dode insecten en ander organisch materiaal. In de natuur wordt de kever ook wel in nesten van verschillende zoogdieren aangetroffen. De larve is langwerpig en lijkt op een ritnaald, heeft een hard chitinepantser en leeft eveneens van plantaardig en dierlijk materiaal.

## Verspreiding en leefgebied
De dodenkever is een cultuurvolger die wereldwijd voorkomt. In Europa komt de soort met name in het zuiden voor, in Nederland is de soort echter zeldzaam en is al jaren niet waargenomen. 

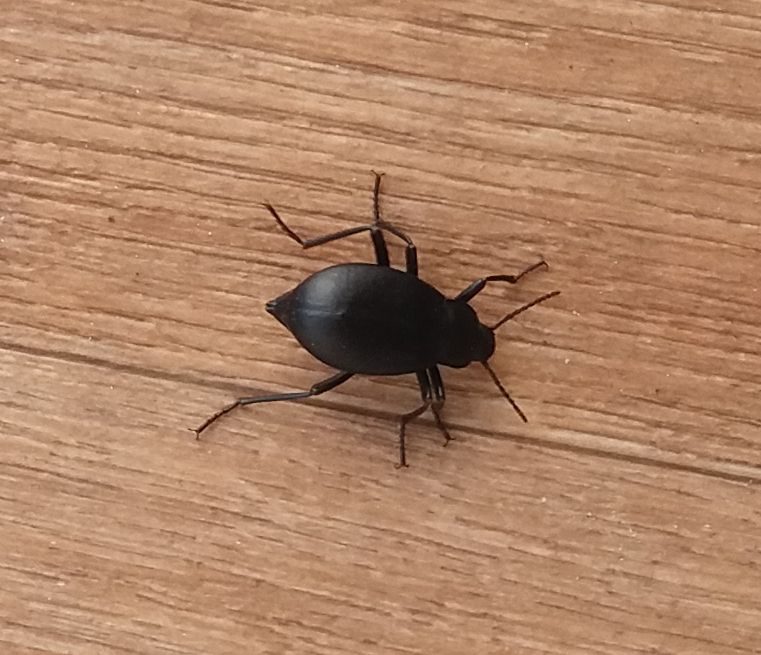